# Septimius Ursus
Septimius Ursus (sein Praenomen ist nicht bekannt) war ein im 2. Jahrhundert n. Chr. lebender Angehöriger des römischen Ritterstandes (Eques).
Durch ein Militärdiplom, das auf den 18. Februar 165 datiert ist, ist belegt, dass Ursus 165 Kommandeur der Cohors I Pannoniorum war, die zu diesem Zeitpunkt wahrscheinlich in der Provinz Moesia superior stationiert war.